# Districte de Shikarpur
El districte de Shikarpur (sindi شڪارپور, urdú ضلع شڪارپور) és una divisió administrativa del Pakistan, província de Sind, amb capital a Shikarpur. La superfície és de 2.512 km² i la població de 880.438 habitants (cens del 1998) 

## Administració
Està format per 4 tehsils o talukes:
- Garhi Yaseen
- Khanpur
- Lakhi
- Shikarpur

El 98,03% de la població són musulmans i l'1,80 hindús; hi ha alguns cristIans, ahmadiyes i altres. La llengua vernacular és el sindi (95,77%) i es parla també urdú, balutxi, panjabi, seraiki i paixtu.

## Història
Abans del domini musulmà aquesta regió estava governada per una dinastia bramànica amb seu a Aror o Alor a uns 7 o 8 km de Rohri. Va formar part de la província del Sind sota els califats omeia i abbàssida i sota els seus emirs independents (vers 850-1025). Conquerida vers el 1025 per Mahmud de Gazni el 1032 va passar als sumres (1032-1336); aquesta dinastia va ser seguida de la dels sammes (1336-1521) i aquesta per la dels arghuns (1521-1591) i finalment sota governadors mogols.
Primer la tribu principal de la regió eren els jatois, balutxis, que foren apartats pels mahars centrats a Lakhi (a 15 km al sud-est de Shikarpur), segons el relat del capità (després major general) Sir F. G. Goldsmid, en la seva història de Shikarpur escrita el 1854: set germans de la tribu mahar que vivien a Ubauro, dirigit per un d'ells de nom Jaisar, que volien viure independents es van establir a Bukkur (Bakkar), que llavors (1541) estava ocupada pel governador Mahmud, lleial a Shah Beg Arghun; els jatois dominaven el territori a l'oest del riu, entre Burdika i Larkhana incloent la ciutat de Lakhi o Lakhu. Jaisar va travessar el riu i es va establir a la zona dels jatois com amic, però aviat van esclatar enfrontaments; un amic de Jaisar, Musa Khan Mehr, influent a la cort de Mahmud, va aconseguir el suport d'aquest per Jaisar i així es va imposar i va sotemtre als jatois quedant-se amb la meitat del seu territori, la part entre Mehiani i Larkhana amb la condició que després d'una generació una dècima part del producte seria pagat al govern provincial. Els jatois es van quedar amb el país al nord de Mehlani a Burdika, amb el pagament habitual de taxes.
Jaisar Khan va romandre a Lakhi, i a la seva mort el va succeir el seu fill Akil, associat al seu germà Bakkar, i un cosí Wadera Sujan Khan, van decidir erigir una nova capital que no es va concretar però Sujan pel seu costat va construir una nova població anomenada Marulo (pel nom del seu fill Maru) que és la moderna Wazirabad (nom que va agafar de Shah Wali, el wazir d'Ahmad Shah Durrani). Els mahars van haver d'enfrontar una altra tribu, els daudputres; aquestos van apel·lar a l'autoritat espiritual de Pir Sultan Ibrahim Shah (la tomba del qual encara existeix) respectat per les dues tribus, del qual molts mahars eren deixebles, i que residia a Lakhi; el santó va donar la raó als daudputres que van adquirir drets de cacera i altres a certs territoris dels que els mahars es consideraven propietaris; al cap d'un temps l'enfrontament es va reproduir i els daudputres van apel·lar altre cop al santó; els mahars foren advertits per segona vegada i se'ls va ordenar desistir de les seves pretensions però van informar que mai ho acceptarien i lluitarien fins a l'extermini dels rivals. Pir Sultan Ibrahim Shah llavors va beneir als daudputres i els va enviar a lluitar prometent la victòria; la batalla es va fer inevitable; els dauputres només eren 300 o 400 homes i els mahars eren dotze mil, però tot i així foren derrotats; tres mil mahars van morir i només uns pocs enemics van caure a la batalla. El daudputres es van fer amos de Lakhi i el santó va ordenar la fundació d'una nova capital que fou Shikarpur.
A l'inici del segle xviii (1701) va pujar al poder la dinastia kalhora, independitzada del mogols el 1719. El primer governant kalhora fou Yar Muhammad. Mirza Bakhtawar Khan, fill de Mirza Panni, governava a Siwi i un notable territori a l'oest de l'Indus prop de Shikarpur; Yar Muhammad es va associar a Raja Likki i Iltas Khan Brahui, i va començar atacs contra la regió del llac Manchhar. Es va apoderar de Samtani, expulsant a la tribu dels panhwars dirigida per Kaisar Khan i llavors va enviar al seu germà Mir Muhammad en direcció oposada per ampliar les conquestes; els objectius foren aconseguits amb eficiència i rapidesa. Iltas Khan Brahui va sortir de l'aliança perquè segons va dir a Yar, aquest no el necessitava, ja que el cel estava del seu costat. Poc després Yar va conquerir Kandiaro i Larkhana i altres places menors. Larkhana estava governada per Mahk Ala Bakhsh, germà de Bakhtawar. El mirza, després de les derrotes va cridar en ajut al shahzada de Multan, Muiz al-Din (després Jahandar Shah emperador del 1712 al 1713), que va anar al Sind immediatament; pero Bakhtawar que no volia a les tropes imperials al Sind, va demqnar al príncep aturar la marxa; com que el shazada s'hi va negar, s'hi va enfrontar militarment, morint en combat. Muiz al-Din va entrar a Bukkur. Però el shahzada progressivament es va acostar als punts de vista de Yar Muhammad i encara que primer va nomenar un governador de Siwi finalment la va entregar a un wakil de Yar Muhammad, el qual va rebre el títol imperial de Khuda Yar Khan.
El govern kalhora va durar fins a la pujada dels talpurs el 1783. En aquestos anys els afganesos es van apoderar del Sind superior. Entre 1809 i 1824 diverses parts del Sind superior com Burdika, Rupar o Sukkur i altres que estaven sota sobirania afganesa, van ser annexionades als dominis dels prínceps talpurs Sohrab, Rustam i Mubarak. Shikarpur va quedar com únic territori en mans dels afganesos fins al 1824 quan es va retirar Rahim Dil Khan. Llavors va exercir el govern Abdul Mansur Khan i els sikhs van planejar un atacar la ciutat. El general Ventura estava preparat amb una força a Dera Ghazi Khan i els mirs de Sind Karam i Murad Ali d'Haidarabad, i Sohrab, Rustam i Mubarak de Khairpur van veure l'avantatge que suposaria per ells dominar Shikarpur i van enviar a Nawab Wali Muhammad Khan Lughari per expulsar els afganesos; el nawab va escriure al governador Mansur Khan al·legant que la conquesta de la ciutat pels sikhs suposava un perill i que els afganesos no estaven en posició d'oposar-se als sikhs i calia docs deixar la ciutat a qui ho pogués fer i més si els talpurs, com els afganesos, eren musulmans. El governador perplex no va saber reaccionar; els talpurs van reunir un exèrcit als murs de la ciutat oficialment per ajudar a defensar-la contra els sikhs. El nawab no va parar d'intentar convèncer el governador de deixar la ciutat als talpurs i finalment Abdul Mansur Khan va acordar la sortida; Dilawar, khitmatgar del nawab, va entrar a la ciutat i va establir el quarter general a la casa de Shaukar Muya Ram, ordenant notificar el canvi de govern als mercats i carrers; no hi va haver resistència. Les taxes de la ciutat es van repartir entre els mirs d'Hyderabad (quatra parts) i de Khairpur (tres parts). Com a nou governador fou nomenat Kazim Shah.
El 1833 durant el govern talpur, el destronat emir afganes Shah Shuja, va fer una expedició al Sind Superior per recuperar el seu territori perdut i va avançar via Bahawalpur cap a Shikarpur. Prop de Khairpur es va trobar amb Kazim Shah (que ja no era governador de la ciutat), que el va escortar cap a Shikarpur amb honors i hi va romandre 40 dies, rebent 40.000 rupies per sortir, però quan va haver cobrat no va voler marxar. Els seus partidaris al Sind occidental eren nombrosos i es va erigir en el seu cap; va nomenar oficials a diversos llocs i va començar a legislar. Els mirs estaven indignats i els balutxis es van revoltar contra l'afganès. Un exèrcit de balutxis sota els mirs Mubarak i Zangi Khan, va travessar el riu a Rohri i va prendre posicions a Sukkur, mentre Shah Shiija enviava una força de dos mil homes sota el seu lloctinent Samandhar Khan, per fer-los front. Els mirs estaven a la vora del canal Lalawah quan foren atacats pels afganesos; els balutxis foren sorpresos i es van desbandar sent derrotats. Els mirs van haver de pagar un fort tribut a Shah Shuja (40.000 lliures) més 5000 lliures pels seus oficials, i 500 camells. Llavors l'emir va marxar en expedició contra Kandahar però derrotat per Dost Muhammad, va retornar al Sidn anant a Hyderabad on va aconseguir dels mirs suficient diners per anar a Ludhiana al Panjab.
El 1842 les ciutats de Sukkur, Bukkur i Rohri van haver de ser cedides als britànics a perpetuïtat per un tractat. El 1843 el Sind fou conquerit pels britànics i tot el nord excepte la part del mir de Khairpur, Ali Murad Talpur, fou annexionada i va formar el districte de Shikarpur i el districte de la Frontera Superior del Sind. El 1851 Mir Ali Murad Talpur de Khairpur fou acusat, després d'una investigació, d'actes de falsificació i frau per conservar certs territoris que en dret havien de correspondre als britànics (va destruir un full de l'alcorà en què s'havia escrit un tractat entre ell mateix i els seus germans els mirs Nasir i Mubarak Khan, que fou substituït per un full en què la paraula "poble" s'havia canviat per "districte", cosa que li va permetre obtenir diversos districtes en lloc dels pobles del mateix nom). El governador general Marquès Dalhouise va emetre un decret (gener del 1852) pel que privava al mir dels districtes tinguts de manera fraudulenta i el degradava a rais. Els districtes afectats eren Ubauro, Buldika, Mirpur, Saidabad, i altres del Sind Superior a l'esquerra de l'Indus, que després van formar la major part de la subdivisió de Rohri i foren agregats al districte.
El districte de Shikarpur tenia 26.162 km² i una població el 1881 de 852.986. Administrativament estava format per quatre subdivisions:
- Rohri
- Sukkur
- Larkhana
- Mehar

El 1872 el cens va donar una població de 776.227 habitants i el 1881 va passar als indicats 852.986. Hi havia 6 ciutats i 1.367 pobles. La majoria de la població era musulmana (684.000 contra 93.000 hindús). les ciutats principals eren Shikarpur, amb una població el 1881 de 42.496; Sukkur, amb 27.389; Larkhana, amb 13.188; Rohri, amb 10.224; Kambar, amb 6.133 i Garhi Yasin, 5.541. Totes aquestes poblacions eren municipis i també ho eren Ghotki, Rato-Dero, Ubauro, Mehar i Khairpur Natheshah
La taluka de Shikarpur estava dins la subdivisió de Sukkur i tenia una àrea de 1261 km² i una població el 1881 de 75.112 habitants.
El districte es va dividir el 1901 en dos:
- Districte de Sukkur, capital Sukkur, i incloent Shikarpur, amb les subdivisions de Rohri i Sukkur.
- Districte de Larkana, capital Larkhana, amb les subdivisions de Lakhana i Mehar.

El districte de Shikarpur es va segregar de Sukkur el 1970.